# Freeman John Dyson
Freeman John Dyson, ameriški matematik, fizik in astrofizik, * 15. december 1923, Crowthorne, grofija Berkshire, Anglija, † 28. februar 2020, Princeton, New Jersey, ZDA.

## Življenje in delo
Dyson je študiral na Univerzi v Cambridgeu, kjer je že pred diplomo delal za britansko vlado na področju uporabne matematike. Diplomiral je leta 1945. Po 6. letih je leta 1951 kot raziskovalec v Združenem kraljestvu in ZDA, postal profesor fizike na Univerzi Cornell v Ithaci, New York. Leta 1953 se je preselil na Inštitut za višji študij (IAS) v Princetonu. 
Je avtor renormalizacijske teorije, ki so jo najprej za potrebe kvantne mehanike razvili še Feynman, Schwinger, Tomonaga in drugi fiziki. Leta 1946 je Feynman na Univerzi Cornell po kratkem času nedejavnosti v treh letih izdelal novo obliko kvantne elektrodinamike. To je teorija pojavov z naelektrenimi delci in tokovi, ki upošteva kvantno naravo elektronov in posebno teorijo relativnosti. Njegovo odkritje se ni pokazalo v enem zamahu. Kmalu po vojni so na sestankih v majhnem krogu razpravljali o tedanjih odkritjih. Na enem poznejših takšnih sestankov je Schwinger na dolgo in izčrpno predstavil svojo obliko kvantne elektrodinamike. Po poti, ki so jo prej nakazali Dirac in drugi, je skrbno, korak za korakom izpeljal nove enačbe. Čeprav je bila pot težavna, so jo drugi razumeli in sprejeli. Feynman je le na hitro poročal o svojih dognanjih, ki pa so jih zaradi nenavadnosti razumeli v manjši meri. Pozneje se je pokazalo, da je med vojno na Japonskem osamljen podobno sklepal Tomonaga. Dyson je prišel po vojni iz Anglije in je dobro leto delal na Univerzi Cornell. Pogovarjal se je s Feynmanom in podrobneje spoznal njegovo pot, ob tem pa tudi Schwingerjevo in Tomonagovo. Ugotovil je, da se zadnji dve v bistvu skladata in da Feynmanova pripelje do enakih izidov. Precej časa je trajalo, preden je fizike prepričal, da ima Feynmanova pot nekaj prednosti. Posebej težko je bilo prepričati Oppenheimerja. Teorija in njeni matematični prijemi so postali središče sodobne teoretične fizike druge polovice 20. stoletja.
Še ko je bil študent se je Dyson ukvarjal z vojaško uporabo fizike in z miroljubno uporabo jedrske energije. V tem je bil pravo nasprotje svojemu učitelju, znanemu, tedaj najpomembnejšemu angleškemu matematiku Hardyju. Njegovi knjigi, Vznemirjanje Vesolja (Disturbing the Universe), 1979 in Orožje in upanje (Weapons and Hope), 1984, ki razpravljata o jedrski strategiji in nadzoru orožja, vsebujeta njegov življenjepis. Napisal je še knjigi Izvori življenja (Origins of Life), 1985 in Neskončno v vseh smereh (Infinite in All Directions), 1988.
Od leta 2003 je Dyson predsednik Inštituta za vesoljske študije (SSI), organizacije za vesoljske raziskave, ki jo je leta 1978 pod okriljem fizikalnega oddelka Univerze Princeton ustanovil inženir in fizik Gerard Kitchen O'Neill (1927–1992).
Dyson je član Ameriškega fizikalnega društva (APS), član Nacionalne akademije ZDA in član londonske Kraljeve družbe.

## Priznanja

### Nagrade
Leta 1965 je prejel Dannie Heinemanovo nagrado za matematično fiziko Ameriškega fizikalnega društva.
V letu 2000 je Dyson prejel Templetonovo nagrado.
Leta 2003 je Dyson skupaj z Rubakovom prejel Pomerančukovo nagrado za teoretično fiziko Inštituta za teoretično in eksperimentalno fiziko Alihanova (ITEP) v Moskvi.